# Càrcinos de Naupacte
Càrcinos (en grec antic: Καρκίνος, llatí: Carcĭnus) fou un poeta èpic de l'antiga Grècia nascut probablement a Naupacte al qual s'atribueix un dels poemes del cicle èpic.
Pausànies el considera un poeta del cicle, i Caró de Làmpsac li atribueix les Naupàcties (Ναυπάκτια), que, en realitat, segurament es va escriure abans de l'època de Càrcinos; altres fonts l'atribueixen a un poeta d'origen milesi.